# Эшрефогуллары
Эшрефогуллары (осман. اشرف اوغللری‎) — тюркский бейлик (эмират, княжество) в районе городов Бейшехир и Сейдишехир и одноимённая династия, правившая им в период между примерно 1284 и 1326 годами. Своим названием бейлик и династия обязаны отцу основателя династии — Эшрефу.
Эшреф и его сын, Сулейман, были сельджукскими удж-беями на западных границах во второй половине XIII-го века. Сулейман был первым достоверно известным правителем бейлика. Некоторое время Сулейман был наибом при сыновьях султана Кей-Хосрова III. При содействии монголов Масуд II захватил власть в Конийском султанате, после чего Сулейман удалился в Бейшехир. Сулейман умер в 1302 году. Ему наследовал его старший сын Мубаризеддин Мехмед-бей, который добавил к бейлику города Акшехир и Болвадин. Наследником Мехмеда был его сын Сулейман II. В 1326 году бейлик был разорён Тимурташем, а Сулейман жестоко убит.
На этом история бейлика и династии окончилась. После бегства Тимурташа их земли были захвачены Хамидидами и Караманидами.

## История

### Основание бейлика. Эшреф и Сулейман
Отцом Сулеймана был Эшреф-бей, о котором практически нет сведений. Возможно, Эшреф-бей был субаши (офицер охраны) во дворце Кубадабад, построенном Алаэддином Кей-Кубадом I на озере Бейшехир как летняя резиденция султанов. Сулейман был одним из сельджукских эмиров во время правления Гиясюддина Кей-Хосрова III (1264—1283). Бейшехир и его окрестности были пожалованы ему как икта или удж. Скорее всего, именно Сулейман был основателем бейлика. Первой столицей бейлика был Гаргорум, а затем Сулейман построил город Бейшехир (или Сулейманшехир) на берегу озера.
С 1277 года Сулейман-бей вёл активную захватническую политику. В союзе с Караманидами и Ментеше он нападал на Кайсери, Конью, Акшехир. Это привело к рейду Конкуртая, брата ильхана Текудера (1282—1284), по бейликам Караманидов и Эшрефидов. Конкуртай устроил массовую резню мирного населения, а оставшихся в живых женщин и детей захватил и продал в рабство. Это разорение земель было с гневом описано мамлюкским султаном в письме Текудеру, после чего в январе 1284 года Текудер отозвал Конкуртая и казнил его.
В 1284 году, когда Аргун-хан выделил восточную часть Конийского султаната со столицей в Кайсери Масуду II, а западную часть со столицей в Конье — двум сыновьям Кей-Хосрова III, мать Кей-Хосрова III назначила наибом (регентом) Эшрефоглу Сулеймана, а бейлербеем Коньи Караманоглу Гюнери. Однако визирь Масуда, Сахиб Ата, двинулся во главе армии на Конью, и Эшрефоглу Сулейман отступил к своей столице, Горгоруму (близ Бейшехира). В 1285 году, благодаря усилиям Масуда и его визиря Сахиб Ата, сыновья Кей-Хосрова были схвачены, отправлены к Аргун-хану, который их казнил. Сулейман и Гюнери явились к Масуду II и заверили султана в своей лояльности, после чего получили разрешение вернуться домой. После этой встречи Сулейман переместил свой центр из Горгорума в Бейшехир, где он построил крепость. Сам город был назван «Сулейманшехир» (город Сулеймана). В 1289 году в Бейшехир прибыл брат Масуда, Рукнеддин, которого Сулейман пленил, желая использовать в своих целях. Но из-за вмешательства Гюнери-бея Сулейман освободил Рукнеддина. Источники описывают различные версии событий.
К этому времени государство сельджуков ослабло, и Сулейман-бей постоянно воевал, то со своими соседями, то с сельджукскими эмирами городов. В этот же период Гюнери-бей взял Ларинду. Летом 1289 года брат Аргун-хана, Гайхату, лично появился в Конье для подавления мятежных беев. Гюнери и Сулейман приехали в Конью, чтобы принести оммаж Масуду. Однако после возвращения Гайхату в Иран и смерти Аргун-хана в 1290 году беи опять активизировались. Поскольку султан Масуд жил в Кайсери, а Конья осталась без правителя, Караманиды и Эшрефогуллары постоянно совершали рейды в её окрестностях. Гайхату ещё раз прибыл в Анатолию и прошёл через территории бейликов, разоряя их. Были разорены земли до Ладика и бейлика Ментеше. Но, несмотря на тяжёлые потери после набега Гайхату, и Эшрефогуллары, и Караманогуллары возобновили свою активность сразу после отъезда ильхана.
Когда Гайхату возвращался в Тебриз через Кайсери в 1292 году, он послал армию во главе с султаном Масудом II против Рукнеддина Кылыч-Арслана, который восстал, желая захватить власть. Гюнери-бей, воспользовавшись конфликтом Масуда и Рукнеддина Кылыч-Арслана в 1292 году, напал на Конью, а Сулейман захватил крепость Гевеле с её окрестностями. Но, боясь гнева Гейхату, в ноябре 1292 года он покинул этот замок, проведя в нём сорок дней, и вернулся с добычей в Бейшехир.
В период с 1295 по 1299 годы Сулейман сначала поддержал восстания Байджу, а затем Суламиша, однако каждый раз отступался, стоило восставшему потерпеть неудачу. Было очевидно, что власть сельджукского султана уже не так сильна как прежде. В этот период, вероятно, в 1299 или 1300 году, воспользовавшись нестабильностью государства сельджуков, Эшрефоглу Сулейман (как и другие беи) объявил о своей независимости. Сулейман чеканил в своей столице, Сулейманшехире, серебряные монеты: в 1297 году от имени Масуда II и в 1297 и 1300 годах от имени Алааддина Кей-Кубада III. За годы правления он расширил границы княжества от Бейшехира и региона Горгорум до Сейдишехира и Бозкира на юге и Доджанхисара и Чаркикаранаджача на севере.
Сулейман умер 27 августа 1302 (2 Мухаррама 702) года и был похоронен рядом с гробницей мечети Эшрефоглу, которую построил в Бейшехире. Вместе с Сулейманом захоронены его жена и младший сын Эшреф. После смерти Сулеймана правителем стал его старший сын Мехмед-бей.

### Мехмед
При жизни отца Мехмед упоминался только в его вакуфном документе, написанном незадолго до смерти последнего. Поскольку Мехмед был старшим сыном Сулеймана, то после смерти отца он унаследовал бейлик. Мехмед продолжил захватническую деятельность отца и осуществлял набеги чтобы расширить территорию своего бейлика. Он выбрал основным направлением удара север, но через некоторое время ему пришлось уступить захваченные районы Дюндару-бею Хамидиду. После смерти ильхана Газан-хана к власти пришёл его сын Олджейту (1304—1316), который послал в Анатолию своего дядю Иринчина чтобы подавить беспорядки. Реакцией на жестокость Иринчина в Анатолии стали восстания. Провал кампании Олджейту против мамлюков в 1312 году подтолкнул Караманидов, других уджбеев и Эшрефоглу Мехмеда бея. Караманоглу Яхши-Бей вторгся в Конью, а Эшрефоглу Мехмед-Бей вторгся в Илгын и Акшехир. Захватив Акшехир, Мехмед-бей приказал построить мечеть и передал управление этим городом Камереддину Наибу. Олджейту назначил бейлербеем Анатолии эмира Чобана и послал его с войском для приведения провинции к покорности. В 1314 году эмир Чобан прибыл в Карабюк (между Сивасом и Эрзинджаном) и вызвал всех туркменских беев, восставших против Хулагуидов, засвидетельствовать лояльность. Мехмед Эшрефоглу, как и другие беи, отправился в Каранбюк и принёс клятву верности, после чего получил разрешение вернуться в Бейшехир. В 1316 году Олджейту умер и его сменил его сын Абу Саид Бахадур. Эмир Чобан взял в свои руки власть и в 1318 году сделал бейлербеем Анатолии своего сына Тимурташа. Как и другие туркменские беи, Мехмед-бей не признал власть Тимурташа. Мехмед-бей умер после 1320 года, его сменил его сын Сулейман-бей II .

### Уничтожение бейлика
Царствование Сулеймана-бея совпало со временем рейдов Тимурташа против беев. Отняв у Караманидов Конью, Тимурташ стал действовать независимо от ильхана. Он отчеканил от своего имени монеты, сделал заявление, что он Махди и объявил о своей независимости и суверенитете в 1322 году. Беям, не желавшим ему подчиняться, он угрожал уничтожением. Сулейман, Дюндар и другие туркменские беи, которым угрожал Тимурташ, пожаловались его отцу, эмиру Чобану, и Абу Саиду Бахадуру-хану. В 1324 году Чобану удалось примирить сына и ильхана, после чего Тимурташ вернулся в Анатолию с прежним титулом бейлербея и решил уничтожить тех беев, которые жаловались на него в Тебриз. Не сумев захватить Караманидов, он направил удар против Сулеймана.
Вскоре (в 1326 году) Тимурташ захватил Бейшехир, взял Сулеймана в плен и жестоко расправился с ним. Со смертью Сулеймана прекратил существование и бейлик. После бегства Тимурташа в Египет Бейшехир, Сейдишехир и Акшехир были в 1328 году захвачены Хамидидами, а другие земли были поделены между бейликами Сахиб-Атаогуллары и Караманогуллары.
Всего бейлик существовал 40 лет. В Бейшехире есть надпись на медресе, датируемая 1369 годом, из которой следует, что медресе было построено эмиром Исмаилом б. Халилом. Тот же Исмаил построил в 1373/74 году фонтан. Исмаил умер в 1378 году и похоронен в Бейшехире. Исмаил Ага, возможно, был членом династии Эшрефидов, который после ликвидации бейлика перешёл на службу к Караманидам.

## Культура
Мубаризуддин Мехмеда-бей принимал учёных и поэтов в своём дворце и оказывал им поддержку. Для Мехмеда-бея Шамседдин Мухаммад Туштари написал на арабском языке философский труд. Один из выдающихся учёных и известных поэтов своего времени, Джемаледдин Мевлана Ахмед ал-Тирази, находился под покровительством Мехмеда-бея. В 1320 году на одном из островов в озере Бейшехир, предположительно на острове «Мада», Кемаледдином из Коньи был написан «Такариру’л-Мунасиб» (список государственных назначений).
Внук Джелаледдина Руми Улу Ариф Челеби распространял философию Мевлеви среди вновь образованных бейликов. Он часто посещал земли Мехмеда-бея, который глубоко интересовался философией Мевлеви и оказал Улу Арифу большую помощь. Сам Мехмед-бей и его сын Сулейман-Шах вошли в орден Мевлеви.

## Строительство
Эшрефогуллары придавали большое значение строительству. Сулейман-бей построил большое число зданий в Ичеришехире (внутренний город Бейшехира):
В мае 1290 года было завершено строительство крепости.
В 1297-99 годах была построена мечеть Эшрефоглу, уникальная по богатству деревянной резьбы. Главная двухстворчатая 10-метровая входная дверь на северной стороне является одним из самых красивых образцов искусства сельджукской резьбы. Мечеть называется шедевром сельджукской архитектуры, одним из изысканнейших зданий в Бейшехире, одним из лучших образцов анатолийского искусства сельджуков, одним из изысканных произведений турецкой архитектуры.

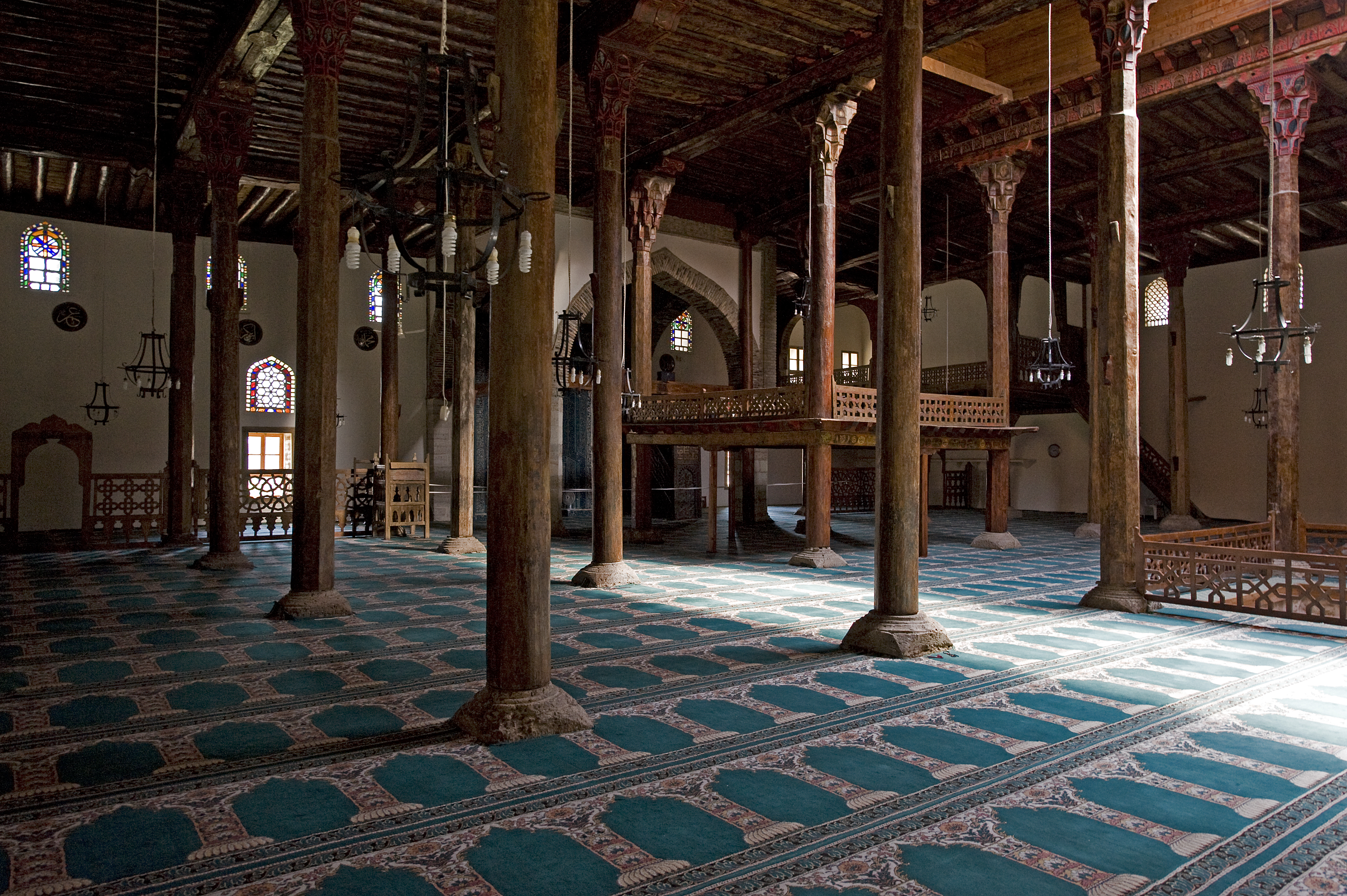
Интерьер Мечеть Эшрефоглу в Бейшехире

Были построены хаммам Эшрефоглу из двух разных секций для мужчин и женщин, базар с 31 магазином напротив мечети Эшрефоглу, хан Эшрефоглу площадью 116 квадратных метров, окружённый прочными стенами, покрытый шестью куполами и имеющий три двери. Сегодня купола и все магазины находятся в разрушенном состоянии. Согласно оставленному Сулейманом-беем вакуфу, доход всей этой собственности составлял 12 000 дирхамов, пятая часть из которых полагалась его сыновьям Мехмеду и Эшрефу, которые назначались попечителями мечети, а также их сыновьям и внукам.
Мюбаризюддин Мехмед-бей построил мечеть в Болшехире, в дополнение к мечети Чарши, построенной в 1320 году в Болвадине. Согласно Шикари в 1320 году Эшрефиды построили рыночную мечеть в Акшехире.

## Население
Согласно записям Аль-Умари, у Эшрефогуллары было войско из 70 000 всадников, 65 городов и 150 деревень, у Хызыра-бея, сына Юнуса, было 12 городов, 25 башен, а также 8000 кавалеристов. Приведённое Аль Умари количество воинов сомнительно. В истории Караманидов — «Караманнаме» — Шикари отметил, что член семьи Эшрефидов или же их субаши Исмаил Ага после ликвидации бейлика Эшрефидов перешёл на службу к Караманогуллары с 6000 татар под его командованием. Население Бейшехира можно оценить, исходя из размеров мечетей. К тому периоду относятся три мечети . Самая большая из них, мечеть Сулеймана-бея, вмещала около 7500 человек.